# Higashimatsushima
Higashimatsushima (japanska: 東松島市?, Higashimatsushima-shi) är en stad i Miyagi prefektur i Japan. Staden bildades 2005 genom en sammanslagning av kommunerna Naruse och Yamoto.  